# Kukkionalussaari
Kukkionalussaari is een onbewoond eiland in de Zweedse Kalixälven. Het eiland heeft geen oeververbinding. Het meet ongeveer 3,5 hectare.